# 初演
初演（しょえん）とは、ある作品が公の前で初めて披露（上演・演奏）されることをいう。特にクラシック音楽や演劇の世界でよく使用される言葉である。なお、演劇では英語のプレミアという言葉もよく使われる。
初演は「（その作品の）評価や受容の出発点」でもある。初演がどのような演奏（公演）水準であり、それに対してどういう評価が与えられたかによって、（演奏だけでなく）作品そのもの、ひいては作曲家、劇作家、演出家などの評価が決まってしまうことがある。初演が失敗に終わり、再演があまり行われないもしくはまったく行われていないとすれば、その作品は（作曲家・劇作家の）「失敗作」だとみなされる可能性が高い。むろん、初演が不成功に終わったにもかかわらず、再演によって人気が高まったケースも多々あるし、逆に初演が成功したからといって、必ずしも再演されるとは限らない（上演のためのハードルが高いなどの理由で）。
作品の解説において初演者、団体を記載するケースは多い。もし、その作品が演劇や音楽の歴史に名を残すものともなれば、彼らの名前や功績が後世に伝わることとなる。フェリックス・オットー・デッソフは、ヨハネス・ブラームスの交響曲第1番の初演指揮者として知られているし、リヒャルト・ミュールフェルトは、同じブラームスのクラリネット五重奏曲などの初演演奏家であるとともに、晩年のブラームスに創作意欲を起こさせたということで、ブラームスの評伝上の「重要人物」として刻まれている。
名前を刻まれる者は作品の担い手だけにとどまらない。先ほど、「どういう評価が与えられたか」と書いたが、その評価を下す者、とりわけ批評家も「初演」において重要な役割を演じる。作品が有名になれば、彼の発言も参照される可能性が高くなる。
「初演」にはさまざまな種類がある。いくつかを記す。
- 「私的初演（非公開初演）」「公的初演（公開初演）」 - 公的な演奏会で「初演」するに先立ち、サロンや音楽学校内などで、限られた人物を前にして演奏（上演）することがある。この2つを区別する場合に用いる。
- 改訂（版）初演 - 初演の後作曲者や戯曲家が作品を改訂し、そのバージョンがはじめて演奏される場合。初演の際に使われたものが改訂版であり、その前に書かれた版（初稿版など）が存在するケースでは、後者の初演を「初稿版初演」などとする。
- 放送初演 - 舞台で観衆（聴衆）を目の前にして初演（舞台初演、ステージ初演）されるのではなく、放送局から放送されるかたちで初演が行われること。
- 「地域初演」「世界初演」 - 次の項目で詳述する。

## 地域の初演
ある作品が初演された後、それが行われた土地、国とは別のところではじめて演奏する際に「日本初演」「パリ初演」などとすることがある（これに対し、正真正銘の初演を「世界初演」とすることもしばしば見られる）。
「地域初演」は、作品の受容がいかにして行われたかを知るためのひとつの目安になる。シェイクスピアの戯曲やベートーヴェンの交響曲が今日、さまざまな場所で上演・演奏されているのは、それぞれの地域において最初にそれを行った人物がいるからである。そして、地域によって作品受容の過程は異なる。そのありようを研究するためには、「世界初演」とともに「地域初演」のデータも重要なものとなる。